# Џарканд
Џарканд (хин. झारखंड, Jharkhand) је држава у источном делу Индије. Издвојена је из јужног дела државе Бихар, 15. новембра 2000. године. Џарканд се граничи са државом Бихар на северу, државама Утар Прадеш и Чатисгар на западу, државом Ориса на југу и државом Западни Бенгал на истоку.
Индустријско средиште Ранчи је главни град државе, а највећи и један од важнијих градова, као и индустријски центрар је Џамшедпур.
Џарканд је исто тако познат и по надимку „Vananchal“, што у преводу значи „земља дрва“, па је тако познат по шумарској индустрији, као и минералном богатству.